# キルキス級戦艦
| キルキス級戦艦                   | キルキス級戦艦 |
| -------------------------------- | --- |
| 竣工当時の「キルキス（Kilkis）」 | |
| 艦級概観                         | |
| 艦種                             | 戦艦 |
| 艦名                             | 地名 |
| 前級                             | イドラ級 |
| 次級                             | サラミス |
| 性能諸元 （ミシシッピ）          | |
| 排水量                           | 常備：13,000 トン 満載：14,239トン |
| 全長                             | 116.43 m |
| 水線長                           | 114.3m |
| 全幅                             | 23.47 m |
| 喫水                             | 7.49 m |
| 機関                             | バブコック・アンド・ウィルコックス式石炭専焼水管缶8基 +三段膨張型レシプロ2基2軸推進 |
| 最大出力                         | 10,000 hp 13,670 hp（公試時） |
| 最大速力                         | 17.0 ノット 17.11ノット（公試時） |
| 燃料                             | 600トン（常備） 1,750トン（満載） |
| 乗員                             | 34名（士官） 710名（兵員） |
| 航続距離                         | 10ノット/5,750海里 |
| 兵装                             | 1906年型 30.5cm（45口径）連装砲2基 1906年型 20.3 cm （45口径）連装砲4基 1906年型 17.8 cm（44口径）単装速射砲8基 7.62cm（50口径）単装速射砲12基 オチキス 4.7cm（43口径）単装機砲6基 53.3 cm水中魚雷発射管単装2基 |
| 装甲                             | 舷側:178～229mm（水線最厚部）、102～178mm（艦首尾部） 甲板：25～63.5mm（主甲板） バルクヘッド：178mm 主砲塔:305mm（前盾）、203mm（側盾）、127mm（後盾）、50mm（天蓋） 主砲バーベット:305mm（最厚部） 20.3cm砲塔：165mm（前盾）、152mm（側盾） 17.8cm砲ケースメイト：178mm 76.2cm砲ケースメイト：50mm 司令塔：229mm（最厚部） |

キルキス級戦艦（きるきすきゅうせんかん Kilkis class battleships）は、ギリシャ海軍がアメリカより購入した準弩級戦艦の艦級である。2隻が就役した。

## 概要
ギリシャは、オスマン帝国と長年の因縁のあるライバル国であった。この両国が対決したバルカン戦争にギリシャは辛くも勝利したが、オスマン帝国は、1910年代に入ると老朽化した装甲艦の代わりとして海上戦力の増強を図った。そしてオスマン帝国は、イギリスのヴィッカーズ社に超弩級戦艦「レシャド5世（Reshad V）」、アームストロング・ホイットワース社に「レシャディハミス（Reshad-i-Hamiss）」の2隻の戦艦、そして近代的な軽巡洋艦2隻を発注した。（後にアームストロング社と契約破棄に至った。）
この時期のギリシャ海軍の主力には装甲巡洋艦「イェロギオフ・アヴェロフ」があったが、その主砲は23.4cm砲4門であり、オスマン帝国の34.3cm砲10門を搭載する新型戦艦に対して劣勢を否めなかった。したがってギリシャ海軍も、ドイツ帝国のヴルカン造船所に35.6cm砲8門を持つ超弩級戦艦「サラミス」、フランスのペノエ社サン＝ナゼール造船所にプロヴァンス級戦艦（34cm砲10門、速力20ノット）の準同型艦「ヴァシレフス・コンスタンチノス（Vasilefs Konstantinos）」を発注して対抗を図った。しかし両国とも超弩級戦艦の就役を待たず、1912年に第一次バルカン戦争が勃発してしまったが、ギリシャ海軍は既存の艦艇を適切に運用し、辛くもオスマン帝国海軍に勝利した。しかしその後、オスマン帝国はアームストロング社が建造中で1914年中には完成するであろう弩級戦艦を取得、これを「スルタン・オスマン1世（Sultan Osman I）」と命名して契約を結んだ。この戦艦は主砲に30.5cm砲14門を備え、速力22ノットを発揮し、当時のギリシャ海軍の主力であった「イェロギオフ・アヴェロフ」の速力は23ノットであることから、この敵艦からは僅差であるが完全に逃げ切ることができなかった。これに対抗可能なサラミスの竣工は1915年が予定されており、スルタン・オスマン1世の就役がより早期となることが判っていた。
この当時、海の向こうのアメリカ海軍では旧式化した艦艇の処分を進めており、ギリシャ政府にもキアサージ級戦艦の売却を持ちかけていたが、あまりに旧式すぎるためにギリシャ政府は断っていた。しかし、アメリカ海軍が持つ準弩級戦艦の中でも新型のミシシッピ級戦艦（30.5cm4門、20.3cm砲8門、17.8cm砲8門、速力17ノット）が提示された時は食指が動き、晴れて1914年7月にギリシア政府に購入された。「ミシシッピ」は「レムノス」に、「アイダホ」は「キルキス」と改名され、ギリシャ海軍に就役した。またギリシャ艦隊の主力艦と位置づけられた「キルキス」は艦隊旗艦となった。
余談であるが、アメリカにおける超弩級戦艦「ニューメキシコ級」は、本来2隻のみの予算しか議会で許可されていなかった。しかしミシシッピ級の売却資金により、追加でもう1隻の建造が許され、3番艦の名は「アイダホ」と名づけられた上、総数は3隻となった。アメリカ海軍時代に指摘されたミシシッピ級の大西洋における安定性や凌波性などの欠点は、地中海が穏やかな海域であったために表面化せず、航続性の短さも地中海で使用する分には充分であった。

## 艦形

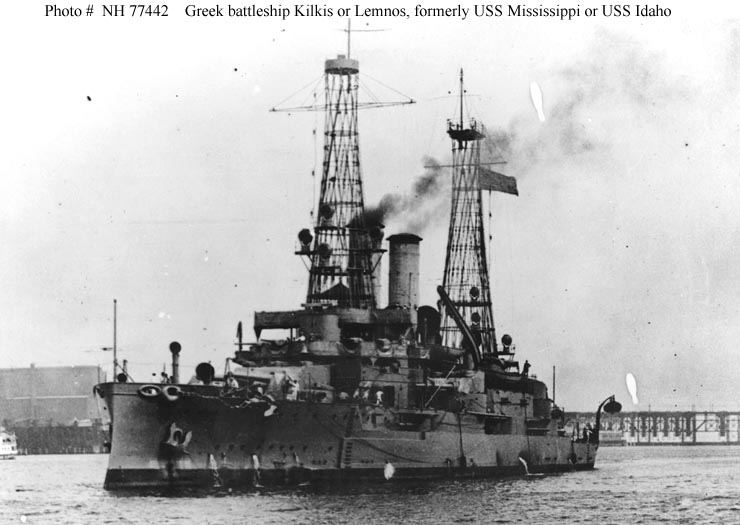
1914年に撮られた本級。

本級の船体構造は長船首楼型船体で、全長に比べて船体の幅が狭いという前弩級戦艦特有の船体形状をしていた。基本デザインは前級を踏襲している。艦首から順に構造を記述すれば、艦首水面下には未だ衝角（ラム）が付き、その下部には弩級戦艦にも受け継がれる水中魚雷発射管がある。主砲は新設計の「1906年型 30.5cm（45口径）砲」を楔箱形の連装砲塔におさめて1基を配置。その背後には司令塔を組み込んだ操舵艦橋の背後に円柱状のミリタリー・マストが立ち、マストには4.7cm砲を配置した二段の見張り台が設けられていた。船体中央部の煙突の本数は前級よりも1本減った2本煙突が立ち、その周囲は艦載艇置き場となっており、その運用のために2番煙突の後方にグース・ネック（鴨の首）型クレーンが片舷1基ずつ計2基を配置した。後部艦橋の上にマストが立つ。甲板一段分下がった後部甲板上に後向きに2番主砲塔が1基配置され、艦尾には艦長室が設けられた。左右の舷側甲板上には中間砲として20.3cm砲を楔箱形の連装砲塔におさめて片舷2基を背中合わせに配置して計4基を搭載した。更に舷側には副砲の17.8cm速射砲を片舷に等間隔に4基を配置して計8基を搭載した。この武装配置により艦首尾方向に最大で30.5cm砲2門・20.3cm砲4門・17.8cm砲2門が、左右舷側方向に最大で30.5cm砲2門・20.3cm砲4門・17.8cm砲4門が指向できた。
竣工後の1909年に、後部艦橋上のマストの代わりに頂上部に見張り所を持つ籠状の後部マストが設置された。後に1911年から前部ミリタリー・マストも同形式の籠状マストに更新され、前後対称的な外観となった。

## 武装

### 主砲
主砲は「1906年型 Mark 7 30.5cm（45口径）砲」を採用した。この主砲は自由装填方式を採用しており、どの角度からでも装填ができた。仰角は最大15度から－5度までであった。旋回角度は艦首方向を零度として左右共に125度に旋回でき、動力は電動が主に用いられ非常用に人力が選択できた。揚弾薬機は電動式で発射速度は2～3分に1発である。その性能は394.63 kgの主砲弾を、最大仰角15度で18,290 mまで届かせられ、射距離8,200 mで舷側装甲310 mmを、射距離10,920 mで251 mmを貫通する性能を持っていた。

### その他の備砲・水雷兵装
副砲は破壊力を重視して「1906年型 Mark 6 20.3cm（45口径）砲」を採用した。これは当時、列強海軍では主砲の能力補助として、装甲巡洋艦の主砲と同等の7～12インチ砲を積む事が流行った事にならったものである。この砲塔も自由装填方式を採用しており、どの角度からでも装填ができた。仰角は最大20度から－7度までであった。旋回角度は艦首方向を零度として左右共に135度に旋回でき、動力は電動、非常用に人力が選択できた。揚弾薬機は電動式で発射速度は毎分1～2発である。その性能は重量118 kgの徹甲弾を20,575 m先まで届かせられ、主砲よりも大射程であった。攻撃能力は射距離8,200 mで舷側装甲139 mmを、射距離10,920 mで118 mmを貫通する性能を持っていた。これを波浪の影響を受けにくい舷側の最上甲板の上方に配置し、連装砲塔で計四基に収めた。門数は片舷4門ずつ計8門を装備し前後左右に4門ずつ指向できた。
その他に対巡洋艦用として、「1906年型 Mark 2 17.8cm（44口径）速射砲」を採用した。その性能は重量74.8 kgの徹甲弾を最大仰角15度で15,090 m先まで届かせられ、射距離8,200 mで舷側装甲109 mmを、射距離10,920 mで81 mmを貫通する性能を持っていた。これを単装砲架で8基を搭載した。砲架の仰角は最大15度から－7度までで旋回角度は150度であった。これを最上甲板の舷側下部に片舷4門ずつ計8門を装備した。他に水雷艇迎撃用に「7.6cm（50口径）速射砲」を単装砲架で片舷6門で計12門、「4.7cm（45口径）速射砲」を単装砲架で6門装備し、53.3cm水中魚雷発射管を単装で2基を装備した。
ギリシャ海軍時代の1928年に7.6cm速射砲1基と4.7cm速射砲6基を撤去し、対空火器として7.6cm（50口径）高角砲を単装砲架で2基と5.7cm（40口径）高角砲を単装砲架で4基を搭載した。「レムノス」は1937年に主砲と副砲以外の備砲を全て撤去して陸上要塞に供出した。

### 機関
公試では24時間自然通風航走が試され、この状態では出力13,607psで速力17.11ノットを発揮し、通常運転で10,000ps、速力17ノットを出した。燃料消費量から、航続距離は速力10ノットで5,750海里と計算された。艦内電力として出力100kwの蒸気発電機8基を搭載していた。本級は速力が他主力艦よりも遅く、船体が小型で凌波性も劣るので艦隊運動に支障をきたし、将兵からは不満が出た。

## 艦歴

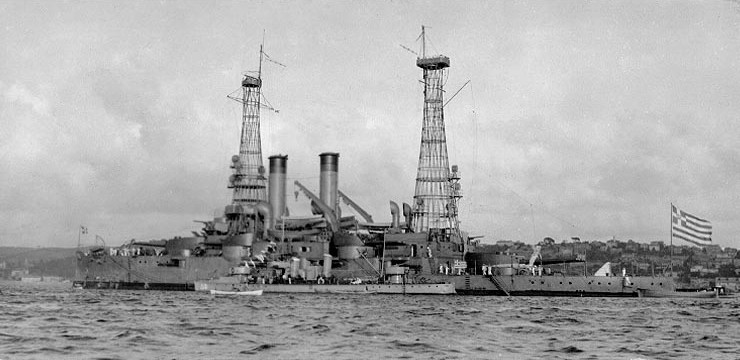
1919年にコンスタンティノープルで撮られた「レムノス」。傍らにドゥクサ級駆逐艦の1隻が停泊している。

第一次世界大戦時、当初ギリシャ国王コンスタンティノス1世は中立を宣言していたが、これを不服とした連合軍は1916年10月にギリシャ艦隊を接収した。本級も武装の一部と弾薬が撤去された。1917年にコンスタンティノス1世が退位して政変が起こり、ギリシャが連合側についたためにギリシャ艦隊はフランス海軍の指揮下に置かれた。この時期の本級はギリシャ海軍工廠による能力の低さで老朽化していたが、フランスのトゥーロン海軍工廠でギリシャ艦隊全般が修理・改造されたために、本級は「アヴェロフ」と共にギリシャ近海で哨戒任務や船団護衛などに従事できた。同大戦後に本級を含むギリシャ艦隊はフランス海軍の指揮下からギリシャ政府へ返還された。「レムノス」は大戦中に勃発したロシア内戦において、連合国軍の展開を支援するためにクリミア半島に派遣され、白系ロシア人の脱出を支援した。
第一次世界大戦後に勃発した希土戦争 (1919年-1922年)において、1919年5月、ギリシャ陸軍6個師団を輸送する船団が編成された。「キルキス」と駆逐艦はこの船団をスミルナまで護衛した。6月9日には、ギリシャ陸軍2万人が上陸する黒海のトルコ領イネボルに上陸する作戦が立案され、「キルキス」は上陸地点を艦砲射撃する作戦に従事し、ギリシャ軍を支援した。1920年にはキング・ジョージ五世戴冠記念観艦式に参列するため出発し、6月3日にイギリスに到着して24日にイギリスのスピッドヘッド港で参列した。
しかしギリシャの戦局は悪化、トルコ軍の攻勢に戦線が維持できなくなった。そこでギリシャは、イズミルからギリシャ本国へ脱出するギリシャ軍、および避難民あわせて約25万人を輸送する必要に迫られた。本艦を含むギリシャ艦隊は、この船団を護衛する任務に1922年9月まで就いた。

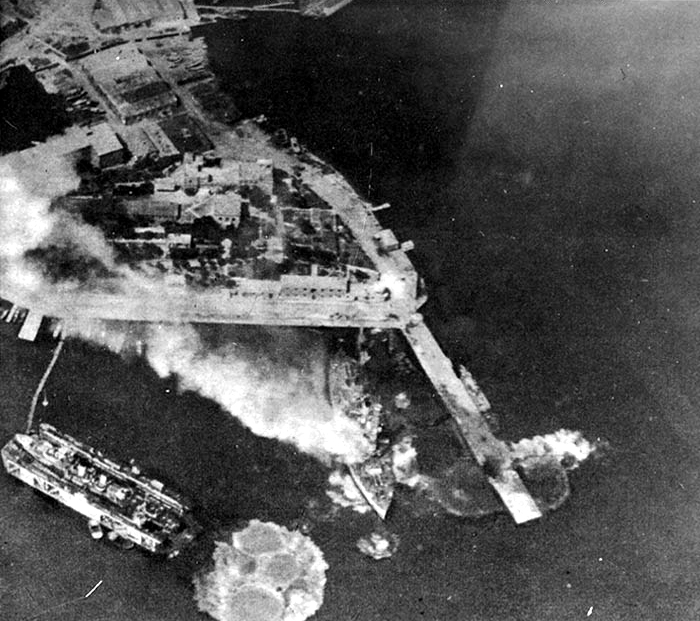
1942年にサラミス湾でドイツ空軍からの急降下爆撃を受ける「キルキス」（右）。左側の浮きドックに入っている軍艦は「ヴァシレフス・ゲオルギオス」。

長年にわたり酷使された本級は1926年から1928年にかけてオーバーホールされたが、機関が老朽化したために低速度での運用が指定された。このため、ギリシャ海軍は1930年に艦隊旗艦を「キルキス」から「イェロギオフ・アヴェロフ」に換え、本級は練習艦として使用された。1932年に戦艦籍から除籍されだが、武装や設備は有効であったために1935年より「キルキス」はギリシア海軍候補生用の停泊練習艦兼対空砲台として活用された。「レムノス」はアイギナ島要塞の資材として装甲板と備砲を撤去された後に兵舎船兼ハルク（倉庫艦）として活用された。
第二次世界大戦が勃発し1940年10月28日から始まったギリシャ・イタリア戦争で本級は沿岸砲台として活用されたが、1941年4月23日にドイツ空軍の急降下爆撃機ユンカース Ju87の爆撃によりサラミス湾で2隻とも大破着底し撃沈された。本級の船体はレムノスが1948年に、1951年にキルキスが浮揚されて解体処分された。

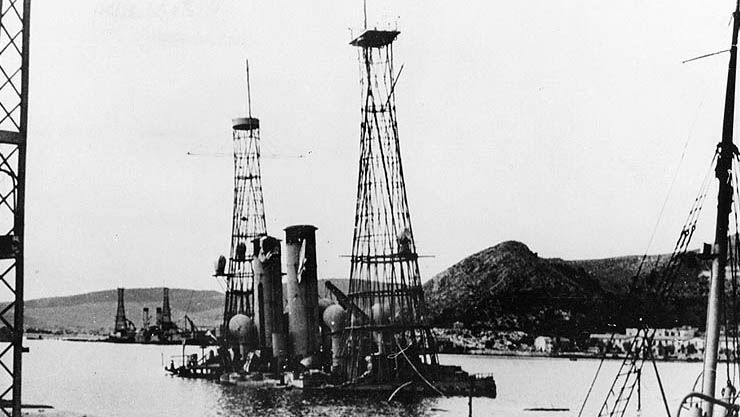
1941年4月に撮られた「キルキス」（手前）と「レムノス」（奥）。ドイツ空軍の爆撃によりサラミス湾で大破着底した。

## 同型艦
- キルキス（Kilkis）

アメリカ、クランプ社フィラデルフィア造船所にて1904年5月12日起工、1905年9月30日進水、1908年2月1日竣工。1914年7月にギリシャが購入して「キルキス」として就役。1935年よりサラミス軍港で砲術練習艦として1940年まで使用。1941年4月23日に戦没。1951年に浮揚後に解体処分。
- レムノス（英語版）（Limnos）

アメリカ、クランプ社フィラデルフィア造船所にて1904年5月12日起工、1905年12月9日進水、1908年4月竣工。1914年7月にギリシャが購入して「レムノス」として就役。1932年に除籍して武装解除後、1937年よりサラミス軍港で兵舎船として使用。1941年4月23日に戦没。1948年に浮揚後に解体処分。

## 参考図書
- 「世界の艦船 増刊第30集　イギリス戦艦史」（海人社）
- 「小松香織著 オスマン帝国の海運と海軍」（山川出版社）
- 「All the world's fighting ships 1906-1921」（Conway）
- 「Ottoman Steam Navy 1828-1923」（Conway）